# Schiavo d'amore (film 1964)
Schiavo d'amore (Of Human Bondage) è un film del 1964 diretto da Bryan Forbes e Ken Hughes.

## Trama
Philip Carey, pittore fallito diventato medico, si innamora follemente di Mildred che sembra ricambiarlo nonostante continui a flirtare anche con altri uomini. Mildred però decide di sposare un altro ma l'uomo, scoperto che la donna è incinta, l'abbandona. Philip la riprende con sé ma lei lo lascia di nuovo. Dopo una vita sregolata Mildred muore in ospedale tra le braccia di Philip.